# Holland (condado de Sheboygan, Wisconsin)
Holland es un pueblo ubicado en el condado de Sheboygan en el estado estadounidense de Wisconsin. En el Censo de 2010 tenía una población de 2.239 habitantes y una densidad poblacional de 21,23 personas por km².

## Geografía
Holland se encuentra ubicado en las coordenadas 43°35′26″N 87°51′15″O / 43.59056, -87.85417. Según la Oficina del Censo de los Estados Unidos, Holland tiene una superficie total de 105.49 km², de la cual 104.9 km² corresponden a tierra firme y (0.55%) 0.59 km² es agua.

## Demografía
Según el censo de 2010, había 2.239 personas residiendo en Holland. La densidad de población era de 21,23 hab./km². De los 2.239 habitantes, Holland estaba compuesto por el 97.99% blancos, el 0.31% eran afroamericanos, el 0.09% eran amerindios, el 1.07% eran asiáticos, el 0.18% eran isleños del Pacífico, el 0.09% eran de otras razas y el 0.27% pertenecían a dos o más razas. Del total de la población el 0.85% eran hispanos o latinos de cualquier raza.